# Fabian Malbon
Sir Fabian Michael Malbon (* 1. Oktober 1946 in Southsea, Hampshire) ist ein ehemaliger britischer Vizeadmiral der Royal Navy, der unter anderem zwischen 2005 und 2011 Vizegouverneur (Lieutenant Governor) von Guernsey war.

## Leben
Malbon absolvierte nach dem Besuch der Brighton, Hove and Sussex Grammar School eine Ausbildung zum Seeoffizier und trat 1965 in die Royal Navy ein. In der Folgezeit folgten zahlreiche Verwendungen als Marineoffizier wie zum Beispiel als Kommandant der Fregatte HMS Torquay sowie zwischen 1987 und 1988 als Kommandant der Fregatte HMS Brave. Zugleich war er als Kapitän zur See zwischen März 1987 und August 1988 in Personalunion Kommandeur des 9. Fregattengeschwaders (9th Frigate Squadron). Im Anschluss übernahm er 1988 den Posten als Direktor für Bedingung des Marinedienstes im Marinestab. 1992 wurde er Nachfolger von Kapitän zur See John Tolhurst als Kommandant des Flugzeugträgers Invincible und war in dieser Funktion während des Bosnienkrieges bis 1993 für Luft-Luft-Einsätze, Luftunterstützung und Fotoaufklärung über Bosnien und Herzegowina verantwortlich.
Nach weiteren Verwendungen wurde Konteradmiral Malbon im Januar 1996 Nachfolger von Konteradmiral Alan West als das Amt des Marinesekretärs (Naval Secretary). In dieser Funktion war er bis zu seiner Ablösung durch Konteradmiral Jeremy de Halpert im Dezember 1998 verantwortlich für die Ernennung von Seeoffizieren und die Rekrutierung des Marinepersonals. Zuletzt löste er als Vizeadmiral im Januar 1999 Vizeadmiral Jeremy Blackham als stellvertretender Oberkommandierender der Flotte (Deputy Commander-in-Chief Fleet) ab. Diesen Posten bekleidete er bis Mai 2001 und wurde dann durch Vizeadmiral Jonathon Band abgelöst. Zugleich war er vom 6. Januar 1999 bis zum 30. Oktober 2001 Direktor der Royal Naval Film Corporation. Am 30. Dezember 2000 wurde er zum Knight Commander des Order of the British Empire (KBE) geschlagen und führt seither den Namenszusatz „Sir“. 2002 schied er aus dem aktiven Militärdienst aus.
Am 18. Oktober 2005 wurde Malbon Nachfolger des ehemaligen Generalleutnant John Paul Foley als Vizegouverneur (Lieutenant Governor) von Guernsey. Dieses Amt hatte er bis zum 23. Februar 2011 inne, ehe er am 15. April 2011 durch den früheren Air Marshal Peter Brett Walker abgelöst wurde. In dieser Zeit wurde er 2007 Knight of Grace des Order of Saint John (KStJ). Er engagierte sich auch als Vorsitzender des Treuhandrates (Chairman of Trustees) des Union Jack Club sowie als Ehrenvorsitzender des Weymouth Leviathan, des maritimen Literaturfestivals in Weymouth.
Aus seiner Ehe mit Sue Malbon gingen drei Söhne hervor.